# Élections législatives ceylanaises de 1956
Les élections législatives ceylanaises de 1956 ont lieu au Dominion de Ceylan, l'actuel Sri Lanka, le 5 avril 1956. 
Le résultat de cette élection amène un changement majeur dans le pays : c'est la première fois que le parti au gouvernement, l'UNP, perd sa place de majorité. Selon la constitution ceylanaise, le poste de Premier ministre va donc au leader du parti majoritaire à l'assemblée, le parti socialiste Sri Lanka Freedom Party .

## Contexte
Le gouvernement UNP de John Kotelawala avait rapidement perdu de sa popularité. Il a dû faire face à la critique généralisée sur sa mauvaise performance économique. 
L'UNP, d'abord allié à la minorité tamoule, a changé de position au début de 1956 pour des raisons électorales, mais cela leur a seulement coûté les voix du peuple tamoul. Le peuple cingalais souhaitait quant à lui sa première alternance.
Solomon Bandaranaike, leader du Sri Lanka Freedom Party, a réuni une coalition avec des petits partis communistes et marxistes pour former l'alliance Mahajana Eksath Peramuna.

### Langue officielle
Le Sri Lanka Freedom Party, de gauche socialiste, a gagné des voix en jouant la carte du nationalisme cingalais. En effet, il proposa d'imposer le cingalais comme seule langue officielle de l'île, à travers la loi Sinhala Only Act.
L'UNP, de droite conservatrice, allié avec le All Ceylon Tamil Congress, a alors trahi cette alliance pour essayer de rattraper son retard de voix par rapport au Sri Lanka Freedom Party. C'est ainsi que l'UNP s'est mis à proposer le cingalais comme langue unique.
Seuls les partis Lanka Sama Samaja Party et le Parti communiste ont fait campagne pour la parité de statut entre le cingalais et le tamoul, les deux pour remplacer conjointement l'anglais comme langue officielle. 
Les partis tamouls ont fait campagne pour garder l'anglais comme langue officielle.

## Résultats
Résumé du résultats des élections législatives de 1956
| Parti politique       | Parti politique                                                                                                   | Députés présentés     | Votes     | %       | Chaises |
| --------------------- | --- | --------------------- | --------- | ------- | ------- |
|                       | Mahajana Eksath Peramuna - Sinhala Language Front - Sri Lanka Freedom Party - Viplavakari Lanka Sama Samaja Party | 60                    | 1 046 277 | 39.52%  | 51      |
|                       | Lanka Sama Samaja Party                                                                                           | 21                    | 274 204   | 10.36%  | 14      |
|                       | Illankai Tamil Arasu Kachchi                                                                                      | 14                    | 142,758   | 5.39%   | 10      |
|                       | United National Party                                                                                             | 76                    | 738 810   | 27.91%  | 8       |
|                       | Parti communiste de Ceylan                                                                                        | 9                     | 119 715   | 4.52%   | 3       |
|                       | All Ceylon Tamil Congress                                                                                         | 1                     | 8 914     | 0.34%   | 1       |
|                       | Autres | 68                    | 316 569   | 11.96%  | 8       |
| Votes valides         | Votes valides | 249                   | 2 647 247 | 100.00% | 95      |
| Électeurs enregistrés | Électeurs enregistrés                                                                                             | Électeurs enregistrés | 3 464 159 |         |         |
| Participation         | Participation | Participation         | 69.12     |         |         |